# Djemourah (distrito)
Djemourah é um distrito localizado na província de Biskra, Argélia. O distrito está dividido em duas comunas.[carece de fontes?]